# Salpeterversprechen
Das Salpeterversprechen als Vertrag von 1914, das die synthetische Herstellung von Salpeter im industriellen Rahmen ermöglichen sollte,  wurde zwischen Carl Bosch und der Obersten Heeresleitung des Deutschen Reiches abgeschlossen.
Bis zum Ersten Weltkrieg war man auf natürlichen Salpeter angewiesen, der zur Produktion vor allem von Dünger und Sprengstoff eingesetzt wurde.
Chile war seit dem Ende des  Salpeterkriegs 1884 im Besitz nahezu aller bekannten Vorkommen und hatte somit ein Monopol auf den Rohstoff.
Bereits vor Beginn des Krieges war dem deutschen Militär bewusst, dass das Kaiserreich insbesondere hinsichtlich der Versorgung mit wichtigen Rohstoffen für Landwirtschaft und Industrie nicht autark, sondern auf Importe angewiesen war. Das betraf unter anderem Erdöl, Naturkautschuk und Salpeter.
Hinsichtlich Salpeter zeigte allerdings der von Fritz Haber seit 1904 verfolgte Weg der Synthese von Ammoniak durch Bindung des Stickstoffs der Luft einen Ausweg. 1909 entwickelte er zusammen mit Carl Bosch bei der BASF das Haber-Bosch-Verfahren, das 1910 zum Patent angemeldet wurde. Durch Oxidation nach dem Ostwaldverfahren konnte man damit in großindustriellem Maßstab Salpetersäure gewinnen, durch deren Neutralisation mit Ammoniak das Ammoniumnitrat entsteht.
Nach Beginn des Ersten Weltkriegs trat die vorhergesehene Situation ein: Der Entente gelang es, das Deutsche Reich von der weiteren Versorgung mit Salpeter abzuschneiden. Zur Entschärfung der Lage richtete die Oberste Heeresleitung eine Salpeter-Kommission ein. In enger Abstimmung mit Carl Duisberg und Emil Fischer einigten sich Bosch (für die BASF) und die Oberste Heeresleitung Ende 1914 auf einen Vertrag, der Abnahmegarantien und ein Darlehen von 35 Millionen Mark seitens des Reiches vorsah, wodurch der Bau entsprechender Anlagen ermöglicht wurde. Dieser Vertrag wird als Salpeterversprechen bezeichnet. Der Vertrag wurde Mitte Januar 1915 auch von weiteren Chemieunternehmen unterzeichnet.
Damit war es möglich, die bisherigen Importe aus Chile, die sich 1913 noch auf 800.000 Tonnen im Wert von 120 Millionen Mark belaufen hatten, zunächst teilweise zu kompensieren, bis man mit dem Bau des Werkes Merseburg bzw. später Leuna 1916/17 weitere stark erhöhte Kapazitäten zur Verfügung hatte. Zuvor behalf man sich mit Salpetersammlungen beispielsweise aus Tierställen, wo der sogenannte Mauersalpeter auftrat.